# Hans Glaser

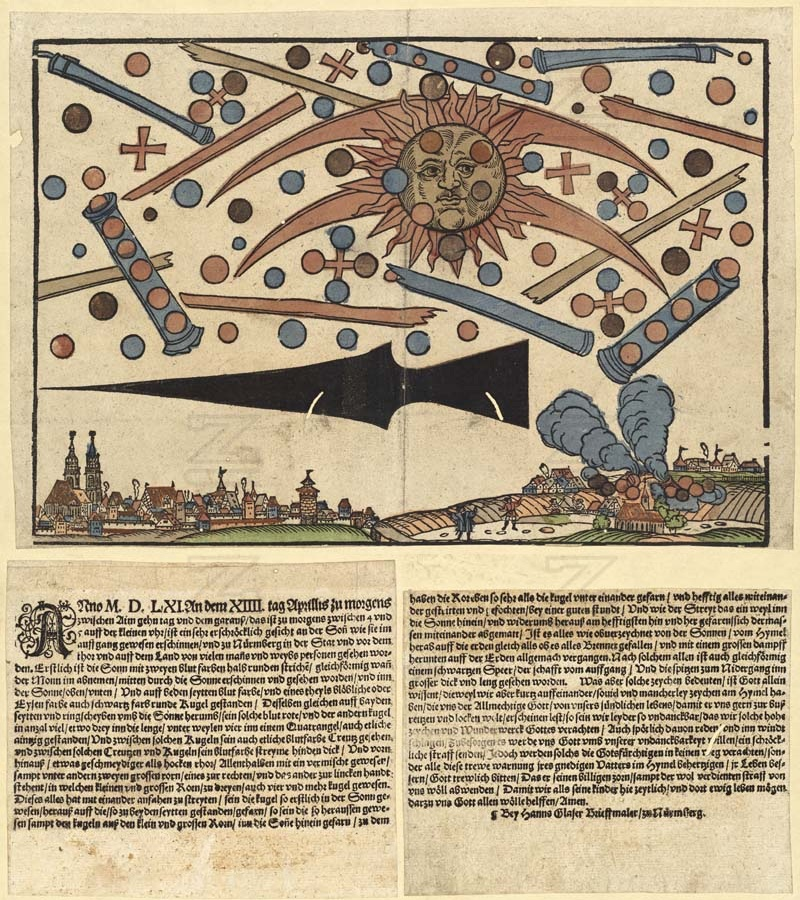
Trang báo khổ lớn ra ngày 14 tháng 4 năm 1561 của Hans Glaser, với hình minh họa khắc gỗ và văn bản kèm theo mô tả sự kiện thiên thể bất thường xảy ra trên bầu trời Nürnberg vào ngày 4 tháng 4 năm đó.

Hans Wolff Glaser (còn gọi là Hanns Glaser, Hans Glasser, Hans Wolff Glaßer) (khoảng năm 1500 – Tháng 6 năm 1573) là thợ in, thợ sắp chữ, thợ tô màu bản khắc gỗ và nhà xuất bản sách in xuất thân từ Nürnberg thuộc Đế quốc La Mã Thần thánh, gây tiếng vang nhờ việc in trang báo khổ lớn, một số có kèm theo tranh khắc gỗ minh họa các sự kiện đương thời. Glaser đã góp phần cho ra đời nhiều ấn phẩm trong khoảng thời gian từ năm 1540 đến năm 1572. Ông mất vào tháng 6 năm 1573.

## Tiểu sử
Hans Glaser còn tự nhận mình là thợ khắc bản gỗ, thợ sơn chữ và sắp chữ in đều được kể tên như vậy từ năm 1538 trong sổ sách của thành phố Nürnberg. Cho đến năm 1553, ông sống ở Nürnberg tại nơi mà ông tự gọi mình là "Schmelzhütten", sau đó Glaser cho lập xưởng in của mình ngay gần nhà thờ giáo xứ St. Lorenz.
Glaser nổi tiếng qua việc in một bài viết đăng trên trang báo khổ lớn đề ngày 14 tháng 4 năm 1561 mô tả vụ chứng kiến hàng loạt sự kiện thiên thể bất thường hoặc vật thể bay không xác định (UFO) xảy ra ngay trên bầu trời Nürnberg vào ngày 4 tháng 4 cùng năm. Tờ báo khổ lớn này kèm tranh minh họa bằng bản khắc gỗ và văn bản hiện được bảo quản tại thư viện Zentralbibliothek Zürich ở Zurich, Thụy Sĩ. Tài liệu mô tả nhóm vật thể có nhiều hình dạng khác nhau bao gồm thánh giá, mũi giáo, hình đĩa, hình lưỡi liềm và một vật thể hình ống mà từ đó một số vật thể tròn, nhỏ hơn xuất hiện và lao quanh bầu trời vào lúc bình minh.
Glaser từng kết hôn, và sau năm 1575, người vợ góa của ông nhận lời lấy Wolf Drechsel vốn là thợ học việc của chồng mình, ông này vẫn đứng ra tiếp quản xưởng in của Glaser và tiếp tục sử dụng số bản khắc ấn phẩm mà chủ mình để lại sau khi qua đời.